# Таурог, Норман
Норман Таурог (англ. Norman Taurog; 23 февраля 1899[…], Чикаго, Иллинойс — 7 апреля 1981[…], Ранчо-Мираж, Калифорния) — американский кинорежиссёр и сценарист, снявший с 1920 по 1968 годы более 140 фильмов. Постановка картины «Скиппи» принесла ему в 1931 году премию «Оскар» за лучшую режиссуру (в связи с чем он стал на тот момент самым молодым лауреатом в этой номинации). Более, чем кто-либо из режиссёров, работал с Элвисом Пресли (9 совместных фильмов).

## Биография
Норман Таурог родился в Чикаго в 1899 году в семье евреев Артура Таурога (англ. Arthur Taurog) и Аниты Голдсмит (англ. Anita Goldsmith), эмигрировавших из Российской империи. Биографы делят его карьеру на пять глав. Первая — детство, когда в возрасте 13 лет он снялся в короткометражном фильме. Следующие восемь лет, до выхода его следующей картины, он работал в театре, в основном за пределами Бродвея.
Ко времени возврата в киноиндустрии он принял решение заниматься режиссурой. Вплоть до начала 1930-х годов он снял 42 короткометражных фильма. В этот период он разрабатывал свой стиль. Сильной стороной Таурога всегда была лёгкая комедия, хотя он неплохо справлялся и с картинами со сложным драматическим сюжетом.
В 1931 году произошёл качественный прорыв, когда Таурог снял фильм «Скиппи», за который он получил премию Американской киноакадемии за Лучшую режиссуру. Племянник режиссёра Джеки Купер, снявшийся в этом фильме в главной роли, был также номинирован за свою игру на Оскар (первый случай номинации несовершеннолетнего актёра). Сюжет, основанный на популярных комиксах, комичность и свойственная фильмам тех лет назидательность, сделали картину чрезвычайно популярной в прокате.
В течение ближайших нескольких лет Таурог начинает третью главу в своей карьере, открыв свой талант режиссёра, способного работать в различных жанрах. Картины «Если бы у меня был миллион» (англ. If I Had a Million, 1932 год) или «Не одеваясь» (англ. We're Not Dressing, 1934 год) показали его умение работать с такими звездами, как Гэри Купер, Джордж Рафт, Чарльз Лоутон, У. К. Филдс, Бинг Кросби, Кэрол Ломбард.
В 1938 году Таурог использовал всё своё мастерство и опыт, чтобы воплотить одну из самых «живых» и успешных адаптаций классической литературы — «Приключения Тома Сойера» (англ. The Adventures of Tom Sawyer). В этом же году режиссёр снял «Город мальчиков» (англ. Boys Town), который получил 5 номинаций на премию Оскар.
С началом Второй мировой войны Таурог вернулся к созданию лёгких развлекательных фильмов, востребованных обществом в этот период. Однако в 1947 году он снимает не совсем свойственный его режиссёрскому почерку фильм «Начало или Конец» (англ. The Beginning or the End) о создании атомной бомбы. Позже он опять вернулся к жанру комедии: «Слова и музыка» (англ. Words and Music, 1948 год), «Богатые, молодые и красивые» (англ. Rich, Young and Pretty, 1952 год), «Кэдди» (англ. The Caddy, 1952 год). С комическим дуэтом Дина Мартина и Джерри Льюиса режиссёр снял пять фильмов.
В 1960 году снял свой первый фильм с Элвисом Пресли «Солдатский блюз» (англ. G.I. Blues). Это был поворотный момент для Элвиса. До этого он воплощал образы сходные с Джеймсом Дином, задумчивых чувственных бунтарей из «Love Me Tender» (1956) или «Jailhouse Rock» (1957). Но у полковника Тома Паркера были другие планы для певца. «Солдатский блюз» задаст тон для нескольких будущих фильмов Элвиса — девушки, приключения и несколько шлягеров на фоне незатейлевого сюжета. Именно Таурог был силён в таких фильмах. Работа удалась и в течение следующих восьми лет режиссёр снял Элвиса в восьми фильмах. Какие-то из них были лучше, какие-то — хуже (а некоторые почти идентичны), но пользовались успехом у поклонников певца.
В 1968 году Таурог отошёл от режиссуры, позже преподавал в Университете Южной Калифорнии. Также, у него был свой магазин камер. К концу жизни он ослеп, но продолжал работать директором Бразильского института в Калифорнии. Режиссёр умер 7 апреля 1981 года в возрасте 82 лет.

## Избранная фильмография

### Режиссёр
- 1928 — Удачливый парень / Lucky Boy
- 1931 — Финн и Хэтти / Finn and Hattie
- 1931 — Скиппи / Skippy
- 1931 — Гекльберри Финн / Huckleberry Finn
- 1932 — Президент-фантом / The Phantom President
- 1932 — Если бы у меня был миллион / If I Had a Million
- 1933 — Сказка на ночь / A Bedtime Story
- 1934 — Не одеваясь / We’re Not Dressing
- 1934 — Миссис Уиггс / Mrs. Wiggs of the Cabbage Patch
- 1934 — Ритм колледжа / College Rhythm
- 1935 — Большое радиовещание в 1936 году / The Big Broadcast of 1936
- 1936 — Ничего себе / Strike Me Pink
- 1936 — Ритм на кручах / Rhythm on the Range
- 1937 — Пятьдесят дорог в город / Fifty Roads to Town
- 1938 — Приключения Тома Сойера / The Adventures of Tom Sawyer
- 1938 — Без ума от музыки / Mad About Music
- 1938 — Город мальчиков / Boys Town
- 1938 — Девушка с нижнего этажа / The Girl Downstairs
- 1939 — Счастливая ночь / Lucky Night
- 1939 — Волшебник страны Оз / The Wizard of Oz
- 1940 — Молодой Том Эдисон / Young Tom Edison
- 1940 — Малышка Нелли Келли / Little Nellie Kelly
- 1940 — Бродвейская мелодия 40-х / Broadway Melody of 1940
- 1941 — Мужчины из «Города мальчиков» / Men of Boys Town
- 1941 — Женатый холостяк / Married Bachelor
- 1941 — Проект для скандала / Design for Scandal
- 1942 — Необходимы ли мужья? / Are Husbands Necessary?
- 1942 — Янки в Итоне / A Yank at Eton
- 1943 — Представляя Лили Марс / Presenting Lily Mars
- 1943 — Сумасшедшая девочка / Girl Crazy
- 1946 — Святой Гудлум / The Hoodlum Saint
- 1948 — Большой город / Big City
- 1948 — Песня в сердце / Words and Music
- 1949 — Полуночный поцелуй / That Midnight Kiss
- 1950 — Пожалуйста, верь мне / Please Believe Me
- 1950 — Любимец Нового Орлеана / The Toast of New Orleans
- 1950 — Миссис О`Мэйли и мистер Мелоун / Mrs. O’Malley and Mr. Malone
- 1951 — Богатые, молодые и красивые / Rich, Young and Pretty
- 1952 — Есть место ещё для одного / Room for One More
- 1952 — Марионетка / The Stooge
- 1953 — Кэдди / The Caddy
- 1954 — Прожигая жизнь / Living It Up
- 1955 — Нельзя быть слишком молодым / You’re Never Too Young
- 1956 — Птицы и пчёлы / The Birds and the Bees
- 1956 — Свёрток для Джоя / Bundle of Joy
- 1960 — Визит на маленькую планету / Visit to a Small Planet
- 1960 — Солдатский блюз / G.I. Blues
- 1961 — Вся команда на палубе / All Hands on Deck
- 1961 — Голубые Гавайи / Blue Hawaii
- 1962 — Девушки! Девушки! Девушки! / Girls! Girls! Girls!
- 1963 — Это случилось на всемирной выставке / It Happened at the World’s Fair
- 1963 — Уик-энд в Палм-Спрингс / Palm Springs Weekend
- 1964 — Пощекочи меня / Tickle Me
- 1965 — Сержант Мёртвая Голова / Sergeant Dead Head
- 1965 — Доктор Голдфут и бикини-машины / Dr. Goldfoot and the Bikini Machine
- 1966 — Выходные в Калифорнии / Spinout
- 1967 — Двойная проблема / Double Trouble
- 1968 — Спидвей / Speedway
- 1968 — Немного жизни, немного любви / Live a Little, Love a Little